# Пархоменко Олександр Сергійович
Олександр Сергійович Пархоменко (рос. Пархоменко Александр Сергеевич; 11 листопада 1946, Нижньоудинськ, Іркутська область, РРФСР — 22 лютого 2017)  — радянський і український кіноактор.

## Життєпис
Народився 1946 р. в родині службовця.
Закінчив Всесоюзний державний інститут кінематографії (1969).
Член Національної Спілки кінематографістів України.
Був одружений з однокурсницею — актрисою Іриною Кихтьовою.
Помер 22 лютого 2017 року.

## Фільмографія
Сценарист:
- «Солодкі сни» (2006, співавтор сценарію з І. Кихтьовою; реж. О. Давиденко)

Акторські кінороботи:
- «І ніхто інший» (1967, аспирант)
- «Ватерлоо» (1969, немає в титрах)
- «Острів Вовчий» (1969, епіз.)
- «Комісари» (1969, комісар)
- «В'язні Бомона» (1970)
- «Лада з країни Берендеїв» (1971, Глашатай)
- «Схованка біля Червоних каменів» (1972, майор КДБ Кравцов — роль озвучив актор П. Морозенко)
- «Абітурієнтка» (1973, штурман)
- «Коли людина посміхнулась» (1973, бортмеханік)
- «Стара фортеця» (1983)
- «Північний варіант» (1974)
- «Яка у вас посмішка» (1974)
- «Ви Петька не бачили?» (1975)
- «Дума про Ковпака» (1976, «Карпати, Карпати…», Савченко)
- «Рідні» (1976, Тлущенко)
- «За п'ять секунд до катастрофи» (1977)
- «Якщо ти підеш...» (1977)
- «Квартет Гварнері» (1978)
- «Віщує перемогу» (1978)
- «Бачу ціль» (1979, епіз.)
- «Поїзд надзвичайного призначення» (1981, епіз)
- «Під посвист куль» (1981)
- «Беремо все на себе» (1982, Семен Ладога)
- «Житіє святих сестер» (1982)
- «Стратити не представляється можливим» (1982)
- «Три гільзи від англійського карабіна» (1983)
- «Легенда про княгиню Ольгу» (1983, епіз.)
- «Трійка» (1985)
- «Чоловіки є чоловіки» (1985)
- «Осінні ранки» (1985)
- «Я їй подобаюся» (1985)
- «Золотий ланцюг» (1986, Джон, кухар)
- «На вістрі меча» (1986)
- «Вісімнадцятирічні» (1987)
- «Виконати будь-яку правду» (1987)
- «Капітанша» (1987, фільм-спектакль)
- «Все перемагає любов» (1987, епіз.)
- «Гори димлять» (1988)
- «Кордон на замку» (1988, к/м)
- «Повернення в Зурбаган» (1990 т/ф)
- «Яри» (1990, епіз.)
- «Провінціалки» (1990)
- «Війна на західному напрямку» (1990)
- «Нині прослався син людський» (1990, епіз.)
- «Гріх» (1991, епіз.)
- «Зірка шерифа» (1991, епіз.)
- «Круїз або розлучна подорож» (1991, Єпібегов)
- «Охоронець» (1991)
- «Зброя Зевса» (1991, епіз.)
- «Таємниця вілли» (1992)
- «Господи, прости нас грішних» (1992)
- «Тарас Шевченко. Заповіт» (1992, телесеріал)
- «Золото партії» (1993)
- «Викуп» (1994)
- «Геллі і Нок» (1995, епіз.)
- «Вальдшнепи» (1995, Василь, матрос)
- «Операція „Контракт“» (1996, фотограф)
- «Тарас Шевченко. Заповіт» (1992—1997)
- «Чорна рада» (2000, епіз.)
- «Солодкі сни» (2006) та ін.